# La Bestia (Buffyverso)
La Bestia es uno de los personajes de la serie Ángel, era un demonio extremadamente poderoso y el ejecutor de la deidad que con el tiempo sería conocida como Jasmine y fue el principal villano de la primera mitad de la 4 temporada hasta la llegada de Jasmin. Fue interpretado por Vladimir Kulich.

## Biografía
En 1789, la Bestia estaba en Prusia, las Sacerdotisas Svear iban a desaparecerlo de esta dimensión y habían lanzado un hechizo para que él no pudiera tocarlos. En un intento de conseguir ayuda, él mató a varias personas con el fin de atraer a Angelus con él, momento en el que trató de crear una alianza mutua con él. Quería que Angelus matara a el Svear y, a cambio, la Bestia se lo pagara en algún momento; Angelus se negó y fue golpeado posteriormente casi hasta la muerte antes de que las sacerdotisas llegaran a desterrar a la Bestia. 
En Apocalipsis, La Bestia se levantó de los abismos del infierno. Las primeras personas en encontrar a La Bestia son Cordelia y Connor, que se encuentran a La Bestia en el punto exacto donde Connor había nacido. Una lucha sobreviene, en la que Cordelia está lesionada. Creyendo que él tiene algo que ver con el apocalipsis, Connor se distancia de sus compañeros, quienes no confían en él. Ángel, Gunn y Lorne deciden matar a la bestia. Wesley se reúne con ellos para ayudar en la batalla, pero no obstante, todos gravemente heridos. La Bestia invoca la lluvia de fuego sobre Los Ángeles. 
La Bestia, buscando llegar a Mesektet (la niña del salón Blanco), mata a todos los que trabajan en Wolfram & Hart en su intento por llegar al salón blanco, convirtiendo accidentalmente a la mayoría de sus víctimas en zombis como parte de la defensa automática de la oficina en caso de ataque. La Bestia mata a Mesektet y drena la parte de su energía oscura. Tras la muerte de Mesektet, La Bestia persigue el resto de su "familia", una orden de seres místicos conocidos como Los Ra-Tet. Ma'at, Ashet y Semkhet son asesinados por La Bestia. El último de los Ra-Tet, Manjet, es asesinado por Jasmine/Cordelia en secreto. Usando las alas de metal en Ashet y Semkhet y el corazón de Ma'at, la Bestia hace un ritual para eclipsar el sol, que se completa cuando la energía oscura de Mesektet está imbuida en el orbe que se extrajo de la cabeza de Manjet. El eclipse empieza como un punto de bloqueo de la luz solar que se extiende cubriendo Los Ángeles y se supone que cubre con el tiempo a la totalidad de la tierra. 
El equipo de Ángel creen que su única esperanza está en el alter ego maligno de Ángel, Angelus, que al parecer conocía a La Bestia en el pasado, a pesar de que el propio Ángel no recuerda el encuentro. Esto se revela, porque todas las referencias a La Bestia en esta dimensión fueron borrados por arte de magia, poco antes de su llegada; Angelus fue la única entidad en esta dimensión no afectada, ya que técnicamente no existía en el momento en el que se lanzó el hechizo. 
Convencieron a Angelus finalmente de revelar los detalles de su encuentro con La Bestia, también revela el 'bonus' de información que La Bestia era en realidad el siervo de un mal mayor, La Bestia que Angelus se había encontrado sólo estaba interesado en la destrucción, mientras que sus acciones actuales hacen alusión a algo más profundo, un plan de largo plazo mucho más elaborado, que no encajaba con los recuerdos que Angelus tenía de él. Después de que el alma de Ángel fue robada y un ritual para restaurar su alma a través de la magia negra era falso-el ritual en realidad temporalmente ensombrecido la capacidad de Lorne para leer los destinos de los demás para que leíera a Ángel/Angelus como poseedores de un alma cuando Angelus cantara se liberó y buscó a La Bestia para aprender lo que sería su próximo plan, aunque él rechazó la oferta de La Bestia de trabajar para su amo. 
Con sus opciones cada vez más limitadas para enfrentar a La Bestia y a Angelus, Wesley liberó a Faith de la cárcel para ayudar en la captura de Angelus y luchar contra La Bestia. Aunque la cazadora no fue ningún rival para el demonio físicamente imponente, al final fue traicionado por Angelus, quien lo apuñaló con un cuchillo que La Bestia había tallado con sus propios huesos como un homenaje a su maestro. La muerte de La Bestia también deshizo el eclipse solar, dejando a Faith en la luz del sol y a Angelus confinado en la sombra, para gran molestia de este último (Angelus no esperaba que la muerte de La Bestia le devolvería el sol).

## Poderes y habilidades
La Bestia era un demonio extraordinariamente poderoso, capaz de derrotar sin esfuerzo a todo el equipo de investigaciones Ángel durante su primera batalla, incluso yendo tan lejos como a Ángel puñalada en el cuello con su propia estaca. También poseía una piel más dura que como las rocas, haciéndolo muy resistente a los daños físicos, resistió los ataques de Ángel y de Faith, sin ningún signo de daño, e incluso los disparos de escopeta no hicieron más que sacarlo de balance durante unos segundos. Su fortaleza le permitió realizar saltos enormes. La Bestia también mando a volar a Connor y a Faith en distintas ocasiones con un golpe y en ambos casos, su impulso fue detenido solo por el impacto de un objeto grande, sólido ( en el caso de Connor, un contenedor de basura de metal, y en el caso de Faith, una caja de almacenamiento de gran tamaño que se hizo añicos por la fuerza que se impactó con el). hay que decir que, si bien lo hizo derrotar a IA, fue golpeado hasta las rodillas por Ángel, algo que Faith no podía hacer y que es una cazadora que son físicamente más fuertes que los vampiros de por lo menos en 400 años de antigüedad, pero esto es lo más probable es que de la naturaleza no-muertos de Ángel que le permite tener más resistencia y provocar más daño que el que una cazadora podría. 
Sin embargo, La Bestia tenía dos debilidades. La debilidad más obvia es que era muy lento, dejándolo superado por la velocidad de Angelus, lo que permite al vampiro evitar fácilmente los golpes e incluso encuentra tiempo para hacer bromas mientras lo hace (sin embargo, debe tenerse en cuenta que Angelus estaba más preocupado en esquivar los ataques de La Bestia ya que en realidad luchaba contra la espalda). Además, el material del que sus propios huesos se componen fue capaz de perforar a través de su piel, a pesar de la dificultad en la adquisición de este tipo de armas hacen que sea difícil de aprovechar esta situación de desventaja. 
Además de sus capacidades físicas casi ilimitadas, la bestia tenía grandes habilidades mágicas, lo que le permite realizar hechizos y rituales, como la lluvia de fuego, el drenaje de Mesektet de su esencia oscura y llevar a cabo el ritual para eclipsar el sol, aunque no está claro si adquirió este poder sí mismo o fue simplemente usar el poder que su "maestro" le había proporcionado y no poseer ningún poder natural por sí mismo. 
- Datos: Q6026481